# Šílený Max
Šílený Max (anglicky Mad Max) je první ze série australských postapokalyptických sci-fi filmů s hlavním hrdinou Maxem Rockatanskym, kterého hraje Mel Gibson. Natočen byl v roce 1979 s omezeným rozpočtem a 20 let držel rekord v Guinnessově knize rekordů jako film s největším poměrem tržby/náklady (po něm titul připadl filmu Záhada Blair Witch).[zdroj?] Byl uveden v Austrálii společností Roadshow Entertainment (nyní Village Roadshow Pictures) roku 1979.
První díl se ještě neodehrává v postapokalyptické době, nýbrž těsně před ní, ale australské silnice terorizují zločinecké motorkářské gangy. Šílený Max obsahuje westernové motivy: klan vyvrhelů, odplatu, střet jedince hájícího právo s členy skupiny bez jakékoli morálky.
Původní třídílná série Šílený Max byla natočena v pouštích Austrálie v rozmezí let 1979–1985, a proslavila se mimo jiné netradičními kostýmy a tíživou atmosférou. V roce 2015 k ní přibyl film Šílený Max: Zběsilá cesta.

## Herecké obsazení
| Mel Gibson         | Max Rockatansky                               |
| Joanne Samuel      | Jessie Rockatansky, Maxova žena               |
| Brendan Heath      | Sprog Rockatansky, syn Maxe a Jessie          |
| Hugh Keays-Byrne   | Prstořez (Toecutter)                          |
| Steve Bisley       | Jim "Goose" Rains, Maxův parťák u policie     |
| Tim Burns          | Johnny                                        |
| Geoff Parry        | Bubba Zanetti                                 |
| Roger Ward         | Fred "Fifi" McPhee                            |
| David Bracks       | Mudguts                                       |
| Bertrand Cadart    | Clunk                                         |
| Stephen Clark      | Sarse                                         |
| Mathew Constantine | Toddler                                       |
| Jerry Day          | Ziggy                                         |
| Howard Eynon       | Diabando                                      |
| Max Fairchild      | Benno                                         |
| John Farndale      | Grinner                                       |
| Sheila Florance    | May Swaisey                                   |
| Nic Gazzana        | Starbuck                                      |
| Paul Johnstone     | Cundalini                                     |
| Vincent Gil        | Crawford "Nightrider" Montizano, Noční jezdec |
| Steve Millichamp   | "Roop"                                        |
| John Ley           | "Charlie"                                     |
| George Novak       | "Scuttle"                                     |
| Nico Lathouris     | automechanik                                  |

## Děj
V Austrálii, vzdálené „pár let ode dneška", jak vysvětluje úvod filmu, dochází ke kolapsu civilizovanosti společnosti, očividně kvůli stále docházející ropě. Na silnicích vládnou nebezpečné silniční gangy, kterým se snaží v činnosti zamezit poslední zbytky vládní moci v podobě MFP (Main Force Patrol), jakési odnoži australské policie.
Člen motorkářského gangu Crawford „Noční jezdec" Montizano se pokouší ujet silniční policii MFP v jejím ukradeném výkonném automobilu Pursuit Special (Holden Monaro). Daří se mu unikat do chvíle, kdy se do pronásledování pustí Max Rockatansky, nejlepší řidič MFP. Noční jezdec umírá během vážné havárie.
Motorkářský gang vedený Prstořezem a Bubbou Zanettim si přijíždí do města pro tělo svého člena. Potom motorkáři kradou palivo, jinak vydávané na příděly, a terorizují občany. Max a jeho komplic Jim „Goose" Rains uvězní Johnnyho Boyla, mladého člena gangu, který zůstal u poničeného automobilu jednoho páru, který gang surově napadl. Dívka utrpěla značný šok. Jelikož se k soudu nedostavil žádný svědek, je policie nucena Boyla pustit, což rozzuří Jima. Toho musí ostatní držet, aby se na Boyla nevrhl. Jim i Boyle si vyhrožují navzájem odplatou. Když Bubba Zanetti odveze Boyla pryč, kapitán MFP Fred „Fifi" McPhee řekne svým hochům, ať si v případě gangu „dělají co chtějí, pokud se to nedostane do papírů“.

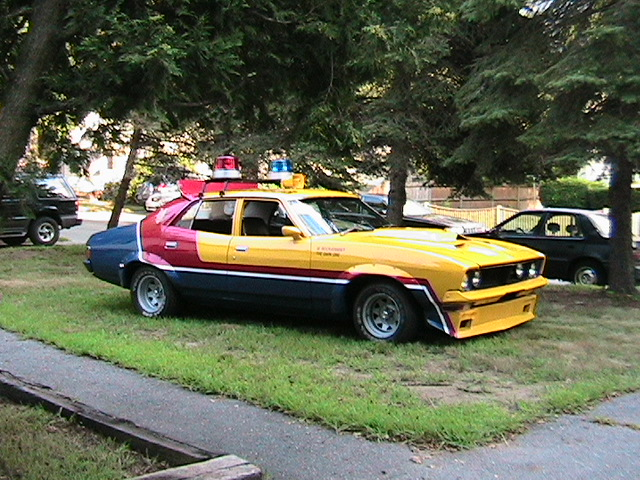
Replika Maxova automobilu Interceptor.

Krátce poté Johnny provede sabotáž na Gooseho policejním motocyklu, kterému se ve vysoké rychlosti zablokuje kolo. Jim skončí mimo silnici, ale nic vážného se mu nestane. Motocykl je ale poškozený. Od přítele si vypůjčí pick-up a odváží si motorku do garáží. Prstořez s Johnnym čekají v záloze a když Jim projíždí kolem, Johhny hodí na jeho automobil brzdový buben, následkem čehož Goose havaruje a obrátí vůz na střechu. Prstořez pak nutí Johnnyho, aby hodil hořící sirku na benzín vytékající z pick-upu (Jim Goose je bezmocný, uvězněn v popruzích). To Johnny odmítá, při následné strkanici s Prstořezem sirka odletí směrem k Jimovi a pick-up vzplane.
Těžce popálený Jim je převezen do nemocnice. Max se rozhodne skončit u policie, věci zašly příliš daleko. Kapitán McPhee se mu to snaží vymluvit, navrhuje mu vzít si dovolenou, než se definitivně rozhodne. Max souhlasí, ale je přesvědčený, že stejně skončí. Později je Max v autoservisu, zatímco jeho žena Jessie jede s malým synkem Sprogem na zmrzlinu. U obchodu narazí na členy gangu, kteří mají nekalé úmysly. Jessie nakopne Prstořeze do rozkroku a ujede (i se synem), nicméně banditi ji zanedlouho objeví u moře poblíž farmy, kde přebývá s Maxem. Cestou lesem jim ještě přepadení nevyjde, ale pomsta se jim vydaří na silnici, kde Jessii srazí i s dítětem. Malý Sprog zemře při převozu do nemocnice, Jessie je vážně zraněná a svým zraněním později podlehne. Max je zdrcený, rozhodne se smrt své rodiny pomstít.
Z policejních garáží si vezme vylepšený černý vůz Black Pursuit Special (Ford XB Falcon) a vyzpovídá automechanika ohledně členů gangu, přičemž se nezdráhá použít násilí. Postupně likviduje jednoho člena za druhým, několik z nich skončí v řece po pádu z mostu, když se na ně Max řítí vysokou rychlostí v protisměru. Bubbu zastřelí a Prstořeze štve po silnici, dokud ho nesrazí protijedoucí kamion. Nakonec najde i Johnnyho, který krade mrtvému muži boty (automobilová havárie). S chladným, potlačovaným hněvem připoutá Johnnyho za nohu k havarovanému vozu. Nehodlá jej jednoduše zastřelit, ale přichystá pro něj dilema. Polije okolí vozu benzínem a připraví roznětku. Johnnymu hodí pilku na železo a řekne mu, že si může vybrat. Buď přepiluje pouta (což mu zabere asi 10 minut), nebo si uřízne nohu (to může stihnout za 5 minut). Nedbá na jeho žadonění a odjíždí pryč. Když přejede most, automobil exploduje. Max pokračuje v jízdě. Zůstalo tajemstvím, jestli Johnny přežil.

## Vozidla

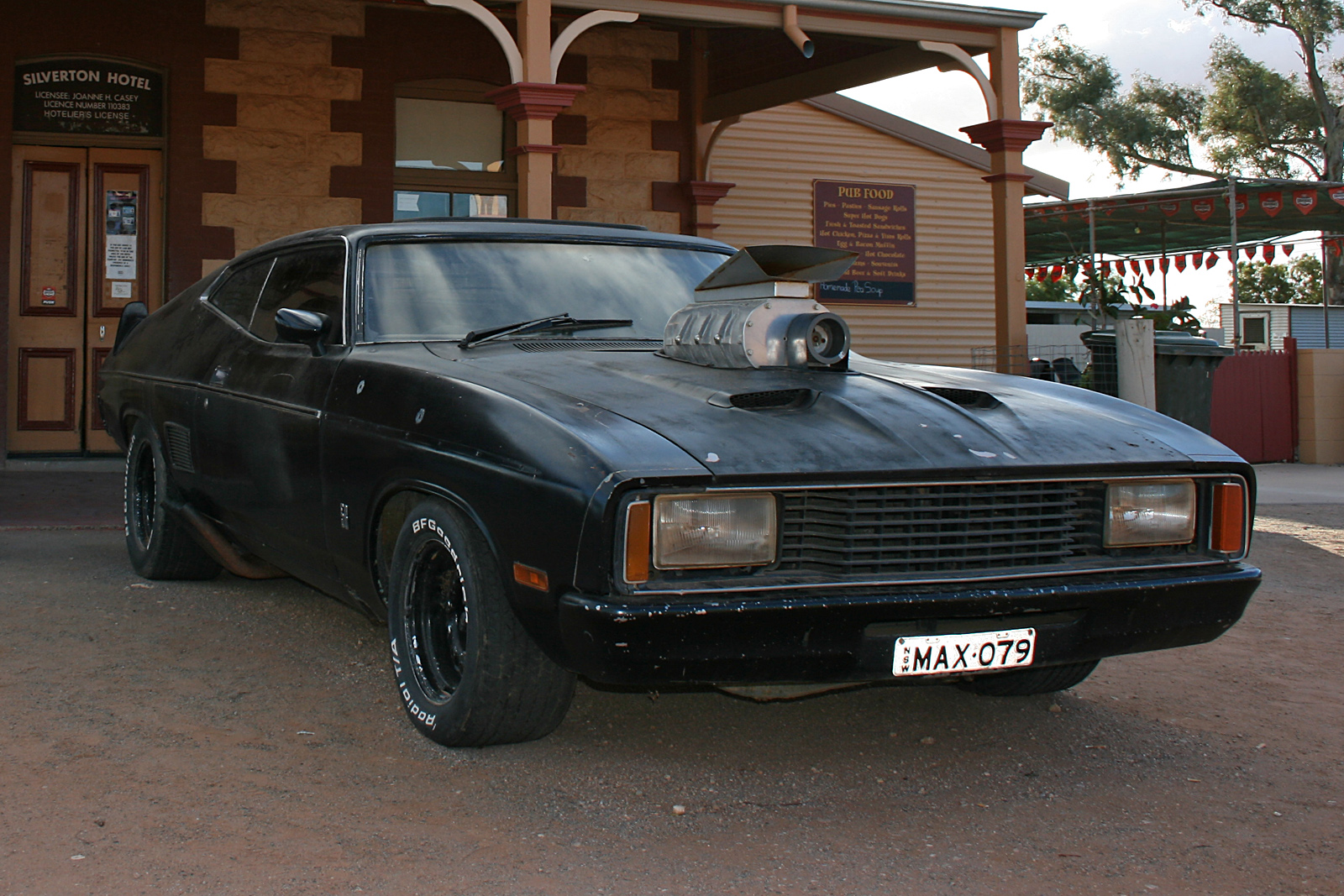
Replika Maxova automobilu V-8 Pursuit Special.

Maxův žlutý Interceptor byl sedan Ford Falcon XB 1974 (dříve vůz policie australského státu Victoria) s motorem Cleveland V8 a dalšími modifikacemi. Automobil Big Bopper řízený Roopem a Charliem byl rovněž Ford Falcon XB 1974 (v minulosti také policejní vůz). Automobil March Hare řízený Sarsem a Scuttlem byl sedan Ford Falcon XA 1972 (dříve sloužil jako taxi).
Maxův černý Pursuit Special pocházel z limitované verze GT351 modelu Ford XB Falcon Hardtop z roku 1973. Pursuit Special, který řídil na začátku filmu Crawford "Nightrider" Montizano (Noční jezdec), bylo původně kupé Holden HQ LS Monaro z roku 1972. Automobil mladého páru, který zničili motorkáři, byl sedan Chevrolet Impala 1959.
Z motocyklů, které se objevily ve filmu bylo 14 značky Kawasaki, typ Kawasaki Kz1000. Během natáčení bylo zničeno 14 vozidel včetně režisérovy Mazdy Bongo (malý modrý dodávkový automobil, který se na silnici roztočí po nárazu Big Bopperu v úvodu filmu).

## Související filmy
V roce 1981 byl natočen sequel Šílený Max 2 – Bojovník silnic a roku 1985 třetí díl s názvem Šílený Max a Dóm hromu, v němž si zahrála jednu z hlavních rolí americká popová zpěvačka Tina Turner.
V roce 2015 měl premiéru film Šílený Max: Zběsilá cesta.